# Сир-Абу-Нуайр
Сир-Абу-Нуайр (араб. صير أبو نعير&‎; также встречаются названия Сир-Абу-Неир, Сир-Бу-Наир, Сир-Бу-Нуаир и Сир-Аль-Куавасим) — остров в Персидском заливе. Лежит в 65 км от побережья эмирата Абу-Даби, примерно в 80 км к северу от города Абу-Даби и 103 км к западу от Дубая. Принадлежит эмирату Шарджа.
Сир-Абу-Нуайр представляет собой почти идеальный круг диаметром в четыре километра и с выступом на юго-востоке протяжённостью в километр, общий силуэт острова напоминает каплю.
Соленная структура Сир-Абу-Нуайра образовалась в результате движения позднего неопротерозоя до раннего кембрийского галита. Соль постепенно вышла на поверхность, проходя через молодые вышележащие слои, образуя структуру соляного купола. Поверхностный рельеф состоит из отложений пород, а также изверженных пород и кварцитовых песчаников.
На острове имеется небольшая гавань и аэродром расположенные на юго-восточном конце острова.
Владельцы Сир-Абу-Нуайра уступили область вокруг острова нефтегазовой кампании — Crescent Petroleum
Остров, охраняемая территория Шарджи, был зарегистрирован в спискеводно-болотных угодий международного значения в рамках Рамсарской конвенции, и в 2012 году внесён в список потенциальных объектов Всемирного наследия ЮНЕСКО.